# 八德三元宮
24°55′49″N 121°17′05″E / 24.930329°N 121.284607°E
八德三元宮，是位於臺灣桃園市八德區興仁里的三官大帝廟，為八德的信仰中心。

## 廟身
《淡水廳志》中記載為「三官祠」，沿革為「……在八塊厝莊，嘉慶八年疫災，莊民建設」，顯示建廟係肇因祈求去除疫病。八塊厝（今八德市區）即以此廟呈同心圓往外發展，廟前長達百公尺的中山路就是昔日八德的長街。
1923年修建，1925年完工時奠定目前坐北朝南、分為門樓、主祀三官大帝的主殿、祭祀天上聖母後殿的建築。木雕為葉金萬作品，其祖居就位於廟後的樹德居。正殿保留早期梁柱建築。殿內以彩繪及楹聯著稱，有鄭永南、羅秀惠等人對聯。
今廟身座落於中山、建國、長興、廣興、及長生路五條道路叉口，長興路通往中山路需在此廟轉彎，又因廟址比鄰區公所及代表會，車流量大，擦撞車禍頻傳，連立委呂新民座車也曾在廟旁遭擦撞。因該廟為八德市民信仰中心，地方人士一致堅持不能遷廟。呂新民擔任鄉長時，有人建議以三元宮為中心規劃設計圓環，後考量圓環設計交通反而更易打結遂作罷。
2024年10月11日，桃園市古蹟歷建審議會，全票通過列為市定古蹟。

## 祭祀

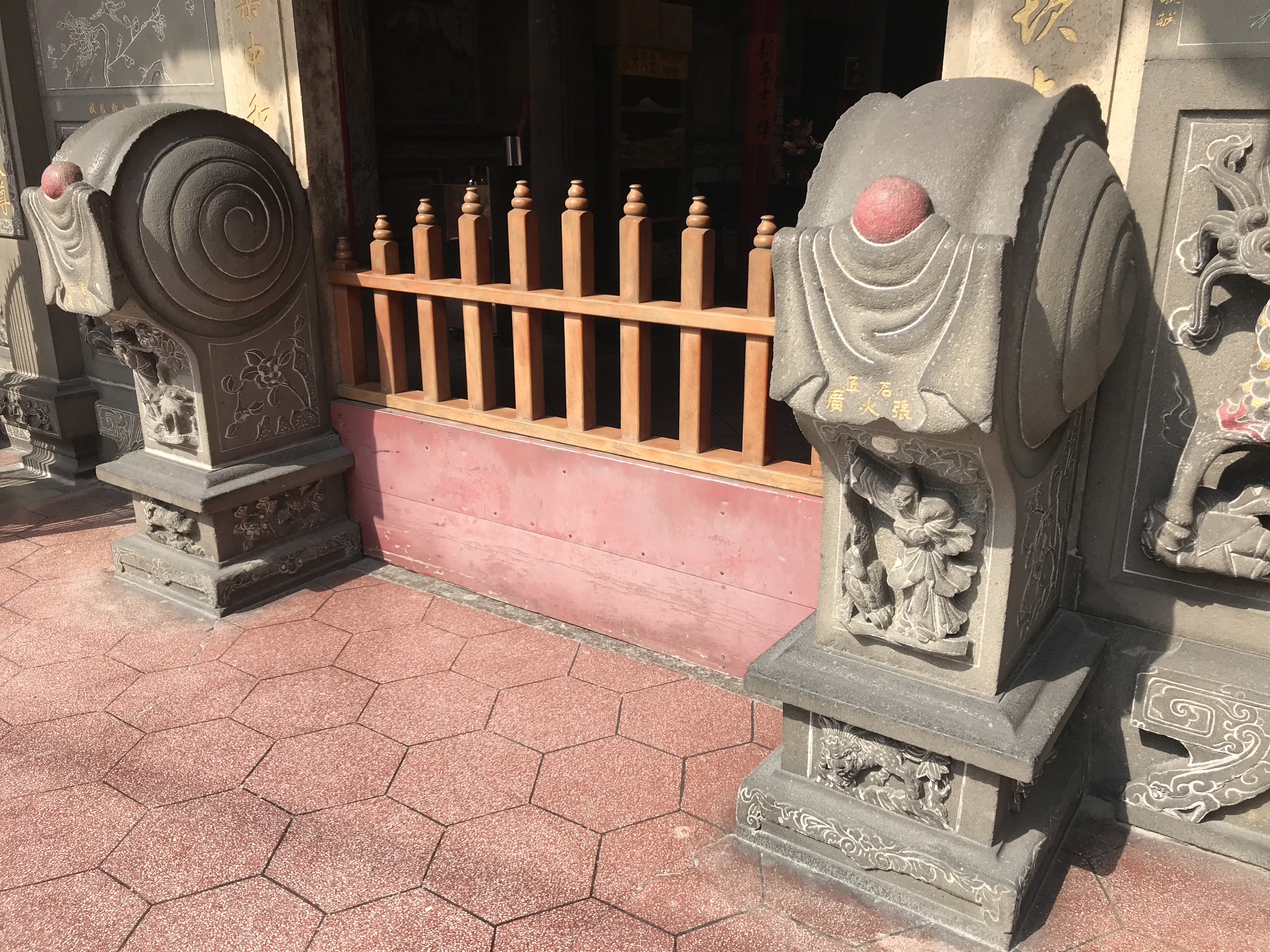
張火廣所刻石鼓

早年八德以農業為主，雨水灌溉對農民尤其重要，相傳清治時期曾大旱，地方一位康姓耆宿在此廟放養數隻神龜後靈驗下雨，此後每逢土地公農曆二月初二生日，地方都會特地製作米糕龜來拜神，八德其他土地公廟也都沿襲此一米糕龜拜神傳統。
每年農曆六月二十三日廟方火德星君誕辰遶境時，八德區的三個消防隊會各派一輛消防車參加，此傳統在2015年報導時已至少有二十五年，過去經費充足時還有布袋戲、歌舞秀演出。
八德圳頭三官廟被焚毀後，八德三元宮、茄苳溪元聖宮、南興永昌宮、霄裡玉元宮會每年輪流供奉其三界爐，在移交當日會至霄裡大圳進行取水儀式，象徵感謝前人開墾霄裡、改善大嵙崁水利。

## 老樹

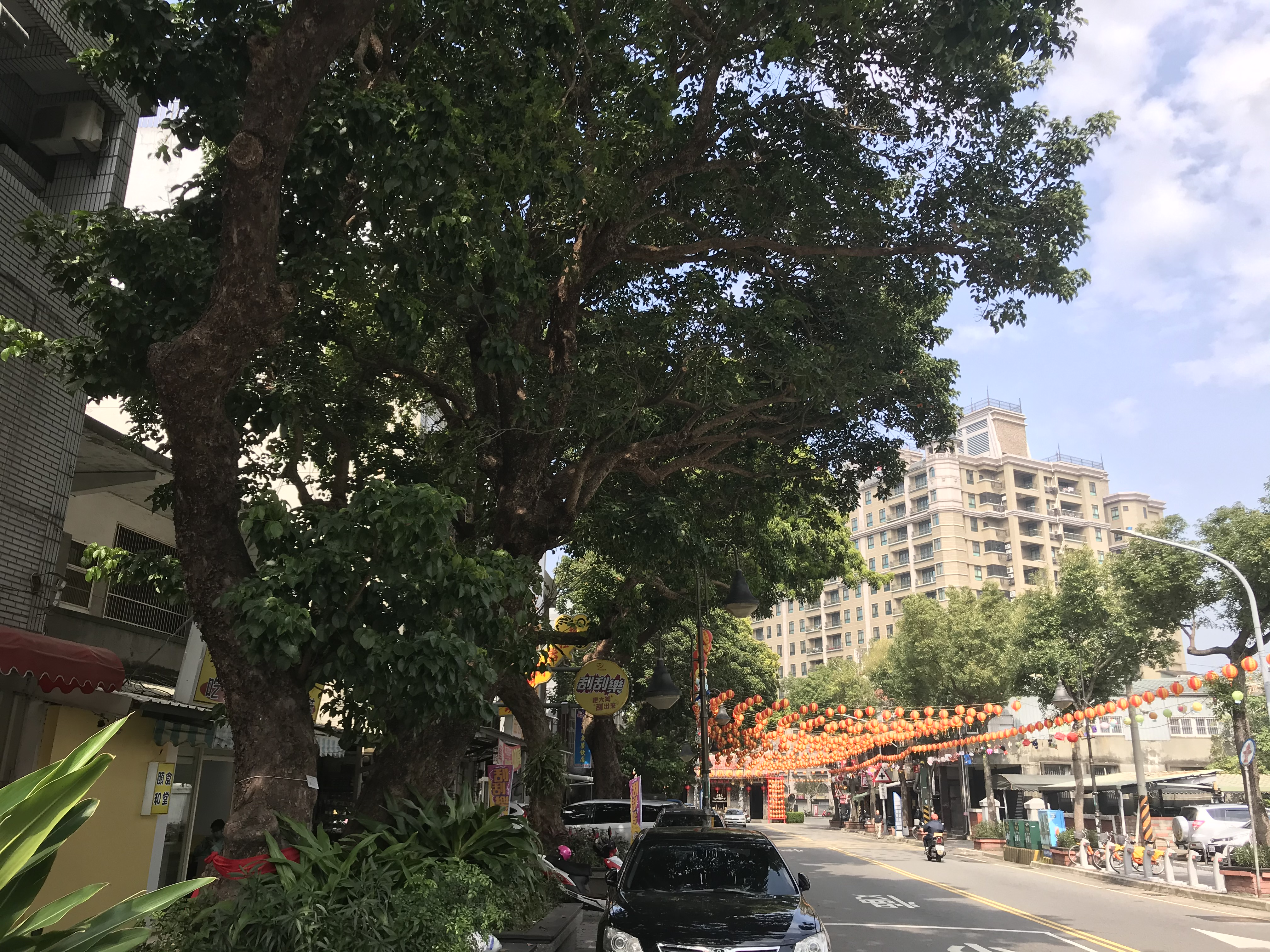
老樹

廟前茄苳、黃槿老樹，當初是改建時栽種，屬於廟產之一。後日本政府為了設置警察分駐所（今八德派出所），南側一排茄苳樹悉數砍除，致現有茄苳樹僅剩單邊景觀，再加上廟會搭戲棚，又砍掉一棵。1994年5月4日，八德鄉公所召開協調會，經前鄉長邱盛、興仁村長邱明貴等地方人士發言，決定將廟前八株茄苳樹和二株黃槿樹列為珍貴老樹。1999年獲得行政院農業委員會核定認可，由縣政府農業局林務課列管維護。

## 外部連結
- 八德三元宮  桃園市政府文化局